# Den svenska legalförskrivningen 1965–1967
Den svenska legalförskrivningen 1965–1967  var det program för legalförskrivning som fanns i Stockholm från april 1965 där man delade ut narkotika till missbrukare. Syftet var delvis medicinskt, men man argumenterade också att programmet skulle stabilisera programdeltagarnas sociala situation. Bland annat engagerades sig tidningen Expressen starkt för projektet innan det startades. Deltagarna var i regel kriminellt belastade personer, där tanken var att möjliggöra för dessa att bryta med sin kriminella livsstil. Man misslyckades dock: Utdelningen av preparat var frikostig och det förekom dessutom ett stort läckage av narkotika till personer som inte var deltagare i programmet. Någon kontrollgrupp fanns inte. Detta ledde till att projektet blev mycket kontroversiellt och det fick slutligen läggas ned i maj 1967 efter att en kvinna - som inte ingick i projektet - dött av en överdos på grund av att hon intagit ett preparat som antogs komma från en person som deltagit i projektet.
Den dåvarande polisläkaren Nils Bejerot såg till att det samlandes in uppgifter om hur många gripna som hade sprutmärken före, under och efter programmet. Han skrev en doktorsavhandling där han använde insamlade uppgifter om sprutmärken hos intagna på häktet i Stockholm som en viktig källa. De slutsatser han drog utifrån de data han skaffat sig, var att experimentet under åren 1965–1967 direkt bidrog till att underblåsa den florerande missbruksepidemin. Indirekt hade givetvis det samhällsklimat som tillät projektet inverkan, menade han vidare.
Den snabba ökningstakten för injektionsmissbrukare bröts från och med år 1968. Bejerot hävdade att skärpt lagstiftning, ökade polisinsatser (speciellt första halvåret 1969) samt gripandet av en storsmugglare av amfetamin bidrog till att hejda den snabba ökningen och den kraftiga nedgången av antalet arrestanter med stickmärken som kunde konstateras från och med år 1973.
Projektet har därför figurerat i debatten om metadon och andra exempel på program där samhället ger narkotika till narkomaner. Hans slutsatser kring projektet har dock ifrågasatts av andra forskare; som dels menar att effekterna sett över en längre mätserie inte blir så betydelsefulla; och dels att det rör sig om polisdata, som mer än att visa på verkliga förändringar i samhället, visar på polisens skiftande preferenser och prioriteringar.

## Om projektet
Projektet växte fram ur några läkares praktik, med stöd från den då inflytelserika organisationen RFHL och tidningen Expressen. Från början innehöll projektet 10 personer som fick droger förskrivet, mot slutet av 1965 var antalet uppe i 60. Under 1966 och 1967 deltog 100 personer. De flesta kom från en kriminell subkultur och flera var nyutsläppta från fängelse. Drogerna som erbjöds var morfin, metadon men främst amfetamin.
Från början var tio läkare delaktiga i projektet men fram mot slutet var bara en läkare kvar, en polisläkare i Stockholm vid namn Sven-Erik Åhström som också var medlem i RFHL.[källa behövs] Under större delen av projektet var han den ende läkaren som skrev ut droger till klienterna. Förskrivningen var frikostig, missbrukarna fick själva bestämma dosen. Ibland kunde de ta med sig droger hem för flera dagar och när det var slut så kunde de när som helst komma och hämta mer. Denna liberala förskrivning gjorde försöket kontroversiellt och halvvägs in i projektet, när bara Åhström och 155 patienter var kvar, lämnade RFHL projektet. Ingen av patienterna hade slutat att använda droger. Polisen fann regelbundet "legala droger" hos personer som inte tillhörde projektets deltagare och när en 17-årig flicka, som inte var delaktig i projektet, blev hittad död av en överdos av morfin och amfetamin tillhandahållet av en patient tog projektet abrupt slut.
Under de två år som projektet varade hade fyra miljoner doser (15 kg) amfetamin och 600 000 doser opiater (3,3 kg) förskrivits till 120 personer.

## Efteråt
Det var inte frågan om något organiserat vetenskapligt projekt och det fanns således inga kontrollgrupper, något som starkt begränsar vilka slutsatser man kan dra. Flera av de förväntade förbättringarna inträffade dock inte, bland annat gick inte kriminaliteten ner, inte heller dödligheten. Den vanligaste förklaringen till att projektet inte föll väl ut grundar sig på det sällsynt naiva förhållningssättet mot yrkeskriminella drogmissbrukare. Efteråt visade det sig att samma person som tillhandahållit droger och husrum åt den unga flickan, hade varit med i en TV-debatt och där sagt hur han skulle lägga av med kriminalitet och dra ner drogbruket till ett minimum, under projektet fick sedan denne man 15 000 doser utskrivna, vilket är helt orimligt mycket för en person.
Nils Bejerot, en annan av Stockholms polisläkare, började i upptakten till experimentet att ge sig in i narkotikadebatten. Han varnade för att genomföra legalförskrivningen och när den väl drog igång såg han till att sjuksköterskorna noga räknade hur många av de gripna som hade injektionshål på kroppen. Även inom den vanliga sjukvården, till exempel vid infektionskliniken vid Roslagstulls sjukhus, samlades uppgifter in om vilka patienter som var sprutnarkomaner. I Bejerots ordinarie arbetsuppgifter på häktet ingick att göra en akut psykiatrisk/medicinsk bedömning av personer som häktats. Det har uppskattats att han under sin yrkeskarriär gjorde totalt cirka 10 000 sådana undersökningar av häktade personer. Bejerots rapporter kom att bli argument för att upphöra med den legala förskrivningen av narkotika, att höja straffen för försäljning och smuggling av narkotika och att få mer resurser till att upptäcka och utreda narkotikabrott. Maximistraffen för försäljning och smuggling av narkotika höjdes avsevärt från 1969. Antalet anhållna för narkotikabrott ökade mycket kraftigt från och med år 1968 till 1546 vilket kan jämföras med 189 anhållna år 1965. Från 1969 till och med 1971 använde polismyndigheterna en betydligt större andel av sina resurser än tidigare för att hitta och utreda narkotikabrott, för att sedan åren 1972–1975 minska resurserna till nästan samma nivå som före 1968. Under 1980–talet och senare refererades det ofta till effekterna av legalförskrivningen 1965–1968 som ett argument emot bland annat utvidgad metadonbehandling som inte hade absolut drogfrihet som mål.
I sin undersökning kunde Bejerot konstatera att frekvensen för injektionshål ökat från 20 procent 1965 då projektet startade till 25 procent 1966 och 33 procent 1967, för att efter experimentet avslutats börja sjunka något. Antalet arrestanter med injektionshål ökade från 231 st 1966 till 507 st år 1967. "Den dramatiska stegringen av missbruksfrekvensen", skrev Bejerot, "gick parallellt med en omfattande och intensiv propaganda för en liberal narkotikapolitik, det temporära försöket att omsätta denna politik i praktiken i form av s k "legal" förskrivning och den mycket stora och starkt tendentiösa publiciteten kring denna verksamhet."
Det växande antalet missbrukare av centralstimulantia i Stockholm på 1960-talet och den växande andelen missbrukare bland arrestanter betecknade Bejerot som en "narkotikaepidemi" och han tog sin statistik som intäkt för detta. I takt med att experimentet gick såg Bejerot bland annat hur de sprutinjicerade arrestanterna i genomsnitt inte bara blev fler utan även yngre och äldre. Detta tolkade han så som att nyrekryteringen ökade bland yngre och att äldre missbrukare kunde hålla på längre när tillgången stärktes, så när "förskrivningsverksamheten avvecklades och en restriktiv narkotikapolitik återinfördes dämpades således missbruksutvecklingen omedelbart."
Debatten om sprutmissbrukarna ledde till en kraftig höjning av straffen för försäljning och smuggling av narkotika samt att polisen från år 1969 och ett par år framåt avsatte mer resurser för denna typ av brott.

### Kritik
Kritik mot Bejerots tes har framlagts av bland andra kriminologerna Leif Lenke och Börje Ohlsson som i olika skrifter kritiserat Bejerot för att han drog så långtgående slutsatser från polisstatistik. De påpekar att det är svårt att säga något om huruvida andelen gripna med stickmärken reflekterar reella sociala skeenden eller bara är en konsekvens av polisens prioriteringar och enskilda polisers inställning. 
De hävdar också att Bejerot vägrade se till andra viktigare orsaker när han tolkade sin statistiska serie, att man således inte skall utgå från att missbruket påverkas av skillnader i narkotikapolitik. Bland annat hävdar de att den viktigaste orsaken till att andelen stickmärken ökade under 1965 snarare var de mer allmänna trender som fanns. Narkotikabruk hade börjat spridas redan innan 60-talet, en spridning som med accelererande takt pågick under hela 1960-talet och så också i stora delar av västvärlden oberoende av hur hård narkotikapolitiken var. Således hävdar Lenke och Olsson att Bejerots stickmärkesundersökningar snarare speglar den allmänna ökningen, snarare än ett begränsat experiment.
De hänvisar slutligen till den norske sociologen Ole-Jørgen Skog, som kritiserat och avfärdat de slutsater Bejerot drar av sin statistikserie på metodologiska grunder genom modern statistisk analys: enligt Box-Jenkins metod för att analysera korrelation över tid är de påtalade förändringarna i ökningstakten under projektet för små för att vara statistiskt säkerställda. Det går inte att säga att det är något annat än den underliggande trenden som har inverkan. Det fanns kritik mot Bejerots slutsatser redan när Bejerot lade fram sin doktorsavhandling. Under disputationen opponerade sig RFHL och delade ut stencilerade blad till alla åhörare med sina argument Betygsnämnden trodde mer på Bejerots tolkning av statistiken och godkände hans doktorsavhandling med överbetyg.